# Elvin R. Heiberg III

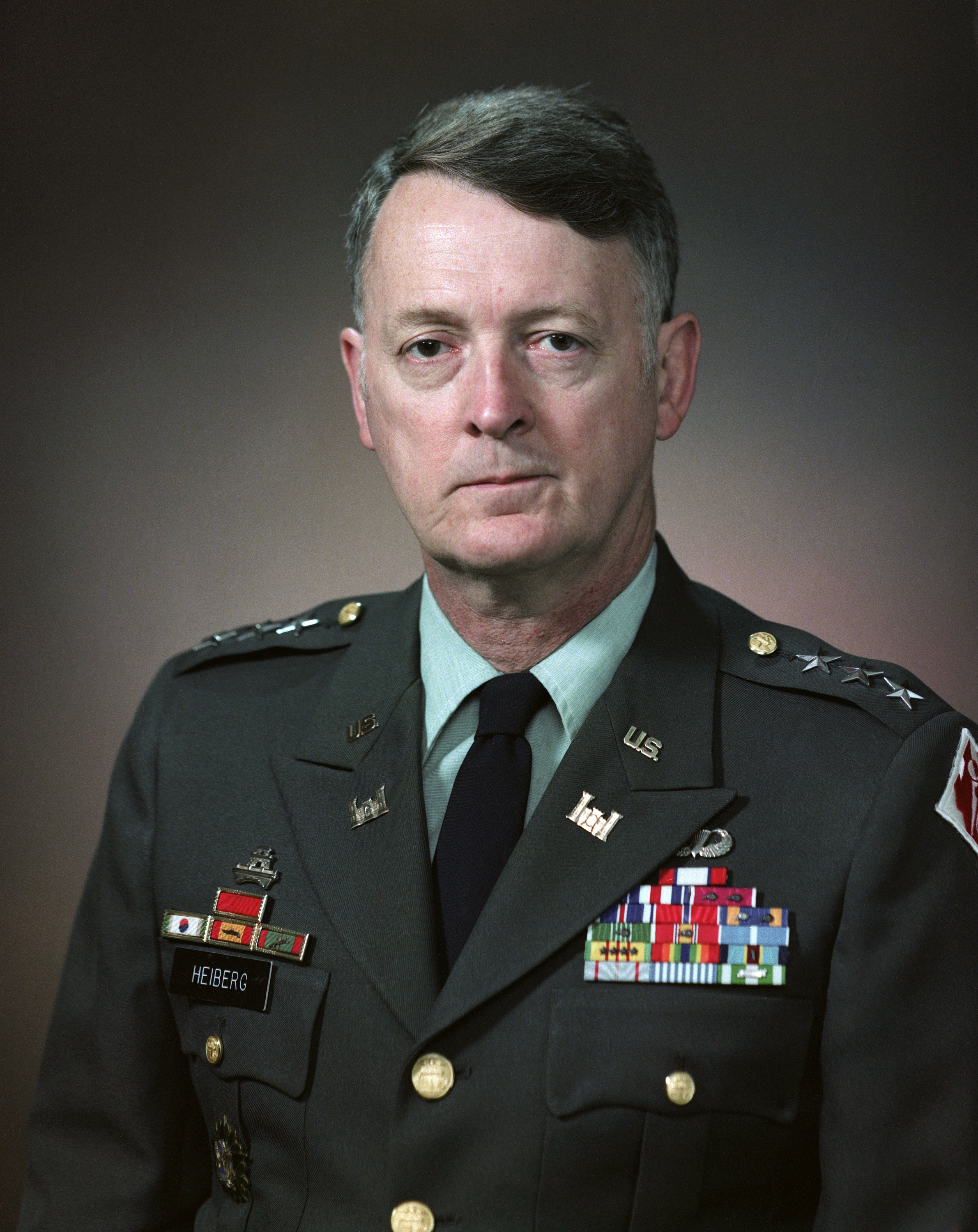
Elvin R. Heiberg III (1984)

Elvin Ragnvald Heiberg III (* 2. März 1932 in Honolulu, Hawaii; † 27. September 2013 in Arlington County, Virginia) war ein Generalleutnant der United States Army. Er war unter anderem Kommandeur des United States Army Corps of Engineers.
Elvin Heiberg entstammte einer Familie mit militärischer Tradition. Er war in dritter Generation Absolvent der United States Military Academy in West Point, die er in den Jahren 1949 bis 1953 besuchte und als fünfter des Jahrganges 1953 abschloss. Nach seiner Graduation wurde er als Leutnant den Pionieren (Corps of Engineers) zugeteilt. In der Armee durchlief er anschließend alle Offiziersränge vom Leutnant bis zum Drei-Sterne-General.
Im Lauf seiner militärischen Karriere absolvierte Heiberg verschiedene Kurse und Schulungen. Dazu gehörten unter anderem das Massachusetts Institute of Technology (1958), die George Washington University (1961), das Command and General Staff College (1965) und das Industrial College of the Armed Forces (1971).
In seinen jüngeren Jahren absolvierte er den für Offiziere in den niederen Rangstufen üblichen Dienst in verschiedenen Einheiten und Standorten. Zwischenzeitlich wurde er auch als Stabsoffizier eingesetzt. Als Pionier (Engineer) gehörten der Hochwasserschutz, der Ausbau von Hafenanlagen und deren militärischer Verteidigung, Flussregulierungen sowie der Bau von Schleusen und Stauwerken sowie Flugplätzen zu seinem Aufgabenbereich.
Heiberg war zu Beginn seiner Laufbahn Stabsoffizier bei einer Brigade der 3. Infanteriedivision in Deutschland. Anschließend war er für einige Zeit Dozent an der Militärakademie in West Point. In den Jahren 1968 und 1969 war er als Bataillonskommandeur im Vietnamkrieg eingesetzt. Anschließend wurde er Stabsoffizier beim Office of Emergency Preparednes, das dem Präsidialamt unterstand.
Danach leitete Heiberg den Bezirk der Pionier (Engineers) um New Orleans und von 1975 bis 1978 kommandierte er die Engineer Division, die für den Ohio River zuständig war. Danach wurde er zum Hauptquartier von USAREUR nach Heidelberg versetzt, wo er in den Jahren 1978 und 1979 als Senior Engineer der Stabsabteilung (Deputy Chief of Staff, Engineers, DCSENG) angehörte. Von 1979 bis 1982 war Heiberg als Director of Civil Works Stabsoffizier im Hauptquartier des Corps of Engineers. Danach wurde er stellvertretender Kommandeur des Engineer Corps. Es folgte eine Berufung in das Pentagon, wo er in der Abteilung des Verteidigungsbereichs zur Abwehr von Langstreckenraketen im Ballistic Missile Defense Command tätig war.
Im September 1984 erhielt Elvin Heiberg als Nachfolger von Joseph K. Bratton das Kommando über das gesamte Corps of Engineers, das er bis Mai 1988 bekleidete. In seiner Amtszeit förderte er, wie schon sein Vorgänger, die Einbeziehung des Umweltschutzes in die Arbeit des Corps. Er leitete Planungen von Maßnahmen zur Bekämpfung zukünftiger Hochwasserereignisse und anderer Naturkatastrophen. Nachdem er sein Kommando an Henry J. Hatch übergeben hatte, ging Elvin Heiberg in den Ruhestand.
Nach seiner Pensionierung arbeitete er bis 1993 für verschiedene im Bauwesen tätige Firmen. Im Jahr 1993 gründete er seine in Washington, D.C. ansässige eigene Firma, die Heiberg Associates, Inc. Dabei handelte es sich um eine Beraterfirma in der Bau- und Umweltbranche. Im Jahr 1995 wurde er Mitglied der National Academy of Engineering. Später gehörte er zu den Gründungsmitgliedern der National Academy of Construction. Der mit Kathryn Schrimpf (1931–2015) verheiratete Offizier starb am 27. September 2013 infolge einer Krebserkrankung. Er wurde auf dem amerikanischen Nationalfriedhof Arlington beigesetzt.

## Orden und Auszeichnungen
Elvin Heiberg III erhielt im Lauf seiner militärischen Laufbahn unter anderem folgende Auszeichnungen:
- Army Distinguished Service Medal
- Silver Star
- Legion of Merit
- Distinguished Flying Cross
- Bronze Star Medal
- Air Medal
- Army Commendation Medal
- National Defense Medal
- Korean war Service Medal
- Vietnam Service Medal
- Army Service Ribbon
- Army Overseas Service Ribbon
- United Nations Medal Korea
- Kronenorden (Belgien)
- Order of Military Merit (Brasilien)